# Radiodifusión de la República Islámica de Irán
La Radiodifusión de la República Islámica de Irán (en persa: صدا و سيمای جمهوری اسلامی ايران‎, romanizado: Seda va Sima-ye Jomhuri-ye Eslami-ye Irán), más conocida por sus siglas en inglés IRIB (Islamic Republic of Iran Broadcasting), es una empresa de medios iraní que posee el monopolio de los servicios de radio y televisión en Irán.
IRIB es una de las mayores corporaciones mediáticas en Asia, y es miembro de la Unión Asia-Pacífica de Radiodifusión. Es una institución independiente del Gobierno iraní y el cargo directivo es elegido directamente por el líder del país, el Ayatolá Alí Jamenei.

## Servicios

### Televisión
- Canal 1
- Canal 2
- IRIB TV3
- IRIB TV4
- IRIB TV5
- IRINN

## Sanciones internacionales
IRIB fue sancionada por la Unión Europea en diciembre de 2022 por su papel en la represión de las protestas por la muerte de Mahsa Amini. Eutelsat cesó las emisiones por satélite para Europa de los canales internacionales el 21 de diciembre de 2022.